# ワルタハンガ
ワルタハンガ（Walutahanga）とは、メラネシアのソロモン諸島の神話に登場するヘビの姿をした女神である。ワルタハンガの名は「8ファンゾム」（＝6フィート）を意味する。
ソロモン諸島にはヘビにまつわる神話が数多く存在し、特にハツイブワリ（Hatuibwari）、アヌア（Aunua）、ワルタハンガの3柱をあわせてフィゴナ（FigonaまたはVigona、創造者）と呼ぶ。特にワルタハンガの神話は、こちらは男性神であるがハツイブワリの神話との高い類似性が指摘されている。
ワルタハンガはマラパ湾（Malapa、南ガダルカナル）、フロリダ諸島、ランガランガ・ベイ（Langa Langa Lagoon）を彷徨しており、ワルタハンガの神話はこれらの地域に植物や豚などが持ち込まれた歴史を物語っているという見方が存在する。同様にハツイブワリはウキ島、ウラワ島、マライタ島、ガダルカナル島南東部を彷徨している。

## 伝説
ワルタハンガは人間の女性から雌のヘビとして生まれている。夫の怒りを恐れた女性は彼女を隠して育てた。女性が次に産んだ子供は人間の姿であった。母親は赤ん坊の面倒をみさせるためにワルタハンガを連れてくる。しかしその様子を見て赤ん坊が蛇に襲われていると勘違いした父親は、本当は自分の娘であるワルタハンガを殺してしまい、死体を8つに切り刻んだ。間もなく雨が降り始め、8日間振り続いた後、ワルタハンガの体は元通りにつながり、彼女は蘇った。彼女は島々を渡りながら復讐のために人々を苦しめた。しかしワルタハンガは人間達に捕らえられ、再び八つ裂きにされ骨は海へと沈められた。彼女の肉は今度はシチューにされて人々に食べられてしまったが、ある一人の女性と彼女の娘だけはワルタハンガの肉を口にしなかった。再び8日にわたり雨が降り続け、海に沈められた骨から彼女は蘇る。そして人々に罰を与えるために8つの大波となって島々を飲み込んだ。結果人々は皆死に絶え、ワルタハンガの肉を口にしなかった母子のみが生き残った。ワルタハンガはココナッツやヤムイモ、
タロイモなどの食料ときれいな小川を母子への贈り物として残し、海へと引き上げていった。